# Тобаяс Улф
Тобаяс Джонатан Ансел Улф (роден на 19 юни 1945 г.) е американски писател. Творчеството му включва разкази, мемоари и романи. Улф е и преподавател по творческо писане.
Той е известен със своите мемоари, най-вече с „Животът на момчето“ (1989) и с „В армията на фараона“ (1994). „Животът на момчето“ е екранизиран с Леонардо ди Каприо и Робърт Де Ниро в главните роли в едноименния филм.
Улф има четири сборника с разкази и два романа. The Barracks Thief (1984) печели наградата за художествена литература „Пен“. Президентът Барак Обама награждава Улф с Национален медал за изкуствата през септември 2015 г.

## Живот и кариера
Улф е роден през 1945 г. в Бирмингам, Алабама, като втори син на Розмари и Артър Самюелс Улф, авиационен инженер, който е син на еврейски лекар. Бащата се покръства и Улф научава за еврейските си корени едва като възрастен. (Улф е отгледан и се идентифицира като католик.)
Родителите му се разделят, когато Улф е на пет, като той заживява с майка си, а по-големият му брат с баща им. Дълги години двамата братя не поддържат връзка. Джефри Улф е също писател. Десетилетие преди Тобаяс да публикува „Животът на момчето“, неговият брат пише собствен мемоар за баща им, озаглавен „Херцогът на измамата“.
Улф служи в американската армия от 1964 до 1968 г. Обучава се за специалните части, научава виетнамски и служи като консултант във Виетнам. Има диплома по английски език от Оксфорд (1972). След завръщането си в Съединените щати, през 1975 г., печели стипендия по творческо писане в Станфордския университет, където получава своята магистърска степен.

## Творчество
Улф е най-известен с работата си в два жанра: разкази и мемоари.
На български език е преведен само сборникът му с разкази „Нашата история започва“ (Издателство „Кръг“). Книгата съдържа истории от три десетилетия – двайсет и един разказа от предишните книги на Улф и десет по-нови.
Често приравняван към групата на „мръсните реалисти“ като Реймънд Карвър, който се смята за техен баща, Улф по-скоро страни от подобни клейма и в свои интервюта посочва като най-силно влияние върху творчеството си прозата на Джек Лондон и Ърнест Хемингуей.

### Романи
- Ugly Rumours (1975)
- The Barracks Thief (1984)
- Old School (2003)

### Сборници
- In the Garden of the North American Martyrs (1981) ISBN 0-88001-497-0
- Hunters in the Snow (1981)
- Back in the World (1985)
- The Collected Short Stories ISBN 0-7475-3153-6
- The Night in Question (1997) ISBN 0-679-78155-2
- Нашата история започва (2008) ISBN 978-619-7625-88-2